# Lance Storm
Lance Timothy Evers, meglio conosciuto come Lance Storm (Sarnia, 3 aprile 1969), è un ex wrestler canadese.
Nel corso della sua carriera ha lottato nella World Wrestling Federation/Entertainment, nella World Championship Wrestling e nella Extreme Championship Wrestling. In WWE ha detenuto una volta l'Intercontinental Championship e quattro volte il World Tag Team Championship (due volte con William Regal, una volta con Val Venis e una volta con Christian).

## Carriera

### Gli esordi (1990–1992)
Lance Storm fu allenato da Ed Langley e Brad Young nella Hart Brothers Wrestling Camp al Silver Dollar Action Centre di Calgary dove divenne amico di Chris Jericho. Debuttò proprio contro quest'ultimo con il nome di Lance T. Storm.

### Circuito indipendente (1992–1997)
Inizialmente lottò principalmente a Calgary, ma anche in Giappone nella Wrestle Association R. Nel 1994 passò alla Smoky Mountain Wrestling, insieme a Jericho, formando un tag team noto come Thrillseekers. A seguito di un infortunio di Jericho, Storm combatté in singolo per un paio di mesi, vincendo anche il "Beat the Champ" TV Title. Lasciò poi la federazione e passò alla West Four Wrestling Alliance, dove fece nuovamente coppia con Jericho.
Nel 1995, tornò in Giappone nella Wrestle Association R. Qui, formò un tag team con Yuji Yasuraoka, con il quale tenne il WAR International Junior Heavyweight Tag Team Championship per due volte, oltre a costituire un trio Nobutaka Araya e Koki Kitahara, con il quale vinse la WAR World Six-Man Tag Team Championship.

### Extreme Championship Wrestling (1997–2000)
Nel 1997, Storm si unì all'Extreme Championship Wrestling (ECW). In uno dei primi match in questa federazione, combatté contro Rob Van Dam a Barely Legal, dove venne fischiato dalla folla, reo di aver colpito con due "deboli" sediate. A Heat Wave, affrontò Tazz in un match valido per l'ECW World Television Championship senza successo. Si fece un nome divenendo heel e si unì alla stable capitanata da Shane Douglas e che aveva tra le sue file anche Chris Candido, chiamata The Triple Threat. A November to Remember 1997, Storm e Candido sconfissero Tommy Rogers e Jerry Lynn. Il duo vinse il World Tag Team Championship e li mantennero per oltre 200 giorni. Dopo che il team si sciolse, i due iniziarono una faida, Storm introdusse la sua valletta Tammy Lynn Bytch, parodia della fidanzata di Candido Tammy Lynn Sytch, che schierandosi con Candido iniziò una faida con Bytch. A November to Remember 1998, Storm sconfisse Jerry Lynn con Mikey Whipwreck nel ruolo di arbitro speciale.
Dopo la rivalità con Candido, Storm formò un tag team con il suo allievo Justin Credible, chiamato The Impact Players. A Guilty as Charged 1999, gli Impact Players furono sconfitti da Tommy Dreamer e Shane Douglas. Nella stable si unì oltre a Storm, la sua valletta (ora rinominata Dawn Marie), Credible e il suo manager Jason Knight. La loro prima faida fu con Jerry Lynn e Sabu in match singoli nella seconda metà del 1999, ebbero un violento feud con Tommy Dreamer e The Sandman.

### World Wrestling Entertainment (2001–2005)
Ma intanto la WCW è fallita, e molti fra i wrestler che ne facevano parte vengono rilevati dalla WWE, che acquista la federazione: fra questi, Lance Storm è il primo ad invadere il ring di RAW, durante uno speciale da Calgary, Alberta, Canada. Si susseguono le apparizioni e gli arrivi di ex lottatori WCW e ECW durante il segmento dell’Invasion, e il 9 Luglio a RAW Paul Heyman riunisce un gruppo di ex ECW, da affiancare agli ex WCW per guadagnare il controllo della WWE: membri dell’alleanza sono Tommy Dreamer, Rob Van Dam, Lance Storm, Mike Awesome, Tazz, Raven, Rhyno, Justin Credible, e i Dudley Boyz: Paul Heyman definisce la Invasion come qualcosa di “Estreme”, e sarà proprio l’estremo ciò che la ECW porterà alla WCW e alla WWE. In breve tempo Heyman si allea con Shane McMahon, che guida gli ex WCW, e dall’unione delle due fazioni nasce "The Alliance". Tutto ciò ha una conseguenza immediata per Lance Storm: il 23 Luglio, a RAW, schiena Albert e diviene Intercontinental Champion. Così Storm ha l’onore di prendere parte a Wrestlemania X-8, a Toronto dove Scotty too Hotty, Albert e Rikishi lo battono in coppia con Mr. Perfect e Test, in un match trasmesso poi su HEAT. Il 2 Maggio, a Smackdown, con Kurt Angle batte Edge e Val Venis, e il 9 Maggio, sempre nello stesso show, batte Randy Orton con l’aiuto dell’arbitro speciale Hardcore Holly. Storm sembra lanciato, e il 23 Maggio prende parte, perdendo, ad uno splendido match, sempre a Smackdown!, contro Triple H; tuttavia come singolo Lance subisce una battuta d’arresto, e in coppia con Chris Jericho, perde contro Billy Kidman e Val Venis: il match fu comunque presentato come la riunione dei Thrill Seeker Reunion.
Tuttavia la carriera di Lance Storm sembra ricevere una nuova scossa quando, il 20 Giugno del 2002, Lance Storm e Christian decidono di mettere assieme le loro forze in una stable anti americana: 7 giorni dopo Storm batte Mark Henry, e il 4 Luglio gli UnAmericans compiono un’azione clamorosa, fermando Lilion Garcia che cantava America The Beautiful; più tardi nello stesso show Storm batte Rikishi, con l’aiuto di Test e Christian che distraggono il samoano. Storm e Christian sono lanciatissimi: il 21 Luglio battono addirittura Hulk Hogan & Edge, con l’aiuto di Jericho, a Vengeance, laureandosi campioni tag team. I due riescono a resistere anche all’assalto nuovamente di Hogan, con The Rock, che li battono per DQ a causa dell’intervento di Brock Lesnar il 25 luglio a Smackdown! Per vedere una sconfitta di Storm bisogna attendere il 2 agosto, quando a Smackdown! è Kurt Angle a batterlo. Poi nuove vittorie, il 19 Agosto a RAW, quando gli UnAmericans battono Undertaker, Booker T e Goldust in un six-man tag match, e ancora il 25 a Summerslam, quando Lance Storm e Christian battono Booker T e Goldust mantenendo i titoli.
Si continua a settembre, quando il 9 a RAW Storm e Christian battono Bradshaw e Kane. E il 16 sempre a RAW, battendo Spike Dudley e Bubba Dudley. Prima o poi gli UnAmericans dovevano subire una battuta d’arresto, e ciò accade in PPV, ad Unforgiven, il 22 Settembre, quando Kane, Bubba Dudley, Booker T e Goldust battono la stable di Storm al gran completo. È l’inizio della crisi del gruppo: i rapporti fra i membri si complicano, e ciò porta alla sconfitta anche il 23 Settembre a RAW, quando Kane e The Hurricane battono Lance Storm e Christian, diventando così Tag Team Champions. Ma il punto del non ritorno si raggiunge il 30 settembre, quando a RAW, Randy Orton si prende la sua rivincita su Lance Storm, con conseguente lite nella stable e sua rottura. È la fine degli UnAmericans.
Tuttavia la carriera di Lance non sembra subire grossi traumi: con alleato William Regal, batte Al Snow il 14 ottobre a RAW. Sette giorni dopo tuttavia i due cedono contro Bubba e Spike Dudley, rifacendosi però la settimana successiva contro Rob van Dam e Tommy Dreamer. Dreamer perde di nuovo contro i due il 4 novembre, sempre a RAW, in coppia con Al Snow. Tuttavia l'11 Novembre Jeff Hardy batte Storm, mentre Tommy Dreamer ferma Regal, ma già il 17 a Heat prima di Survivor Series William Regal e Lance Storm battono Goldust e Hurricane. I due iniziano una serie di vittorie, fra novembre e dicembre, sempre a RAW, contro Jeff Hardy e Tommy Dreamer, poi Jeff Hardy e Hurricane, Tommy Dreamer e Jeff Hardy. Di nuovo, e infine Booker T e Goldust. Così arrivano ad Armageddon il 15 di dicembre, quando però Booker T e Goldust li battono in un match che comprende i Dudley e Jericho e Christian. Già il giorno successivo però il duo Storm-Regal batte i Dudley, che così la settimana successiva aiutano Jerry Lawler e Jim Ross a batterli. La sfida è accesa, e il 6 gennaio del 2003 porta Regal e Storm a vincere i titoli tag, ancora contro Booker T e Goldust. Il regno dura poco però, perché il 19 sono i Dudley a soffiargli via i titoli; il giorno dopo con Sean Morely però Regal e Lance Storm ingannano i Dudley e si riprendono i titoli. Il 3 febbraio Goldust e Booker T vengono nuovamente sconfitti, ed il 23 i due mantengono i titoli a No Way Out contro Kane e RVD. Tuttavia in questo periodo Regal si infortuna, e viene sostituito da Chief Morely, con cui il 10 marzo Lance Storm batte D-Von Dudley in un Handicap match. Storm e Morely battono RVD e Kane nuovamente nelle settimane successive, sia a RAW che a Wrestlemaia 19, ma perdono infine il titolo il 21 marzo a RAW, proprio contro Kane e RVD, in un match che vede ancora coinvolti i Dudley Boyz. A nulla vale il rematch il 14 aprile, da cui i campioni escono confermati.
Storm diviene praticamente un jobber di lusso per la WWE: il 5 Maggio perde da Booker T; poi viene usato come carne da macello per Goldberg, il 19. Garrison Cade lo batte il 16 giugno, e i Dudley battono Storm e Jericho il 23. oltre al danno, Storm è vittima di un segmento in cui Stone Cold, con il pubblico, lo accusa di essere noioso. Gli viene associato Goldust, e i due battono Rico l'8 settembre; tuttavia la settimana successiva perdono da Rodney Mack e Mark Henry. Con RVD vince contro Jericho e Christian il 6 ottobre, per perdere poi il 20 contro Jericho e Scott Steiner. Perde poi il 27 con Mark henry, e vince invece il 3 novembre contro Rico.
Il primo dicembre con Val Venis batte Rene Dupre e Rob Conway, ma i due perdono poi settimana successiva contro Mark Jindrak e Garrison Cade. Rhino lo batte il 29 Marzo, in un match preceduto da una strana dichiarazione di Storm, che si diceva stanco di essere solo uno scherzo. Il 19 aprile Storm prende parte al suo ultimo match in WWE, battendo Steven Richards ad Heat: nella stessa settimana annuncia il suo ritiro e la sua nuova carriera di allenatore per la Ohio Valley Wrestling. Ad indurlo a questa decisione i suoi ormai cronici problemi alla regione lombare ed ai nervi sciatici.
Il 15 ottobre 2004 Lance Storm riappare assieme a Bruce Hart, alla Stampede Wrestling, per onorare Stu Hart, morto un anno prima. Poi solo un run-in il 9 febbraio alla OVW e poco altro, fino al 23 marzo, quando, sempre alla OVW,Tommy Dreamer e i Dudley Boyz battono Lance Storm e gli MNM, con Tommy Dreamer che a fine match sfida Lance Storm per un match a ECW One Night Stand. Così Storm torna brevemente in pista, e batte il 30 maggio ad Heat Maven, vincendo poi il 12 Giugno a One Night Stand, con Dawn Marie contro Chris Jericho, aiutato nella vittoria da Justin Credible e Jason. E così per l’ultma volta gli Impact Players tornano in campo, mostrandosi anche durante il match tra Dudley Boyz e Sandman e Dreamer per interferire.

## Personaggio

### Mosse finali
- Calgary Crab (WWE/Circuito indipendente) / Canadian Maple Leaf (WCW) / Straight Shooter (WWF/E) (Single leg Boston crab, spesso preceduta da una single leg takedown)
- Deep Impact (Spike piledriver) – ECW
- Sharpshooter – WWE
- Last Call (Superkick) – WWE / Circuito indipendente

### Manager
- Dawn Marie
- Ivory
- Jason Knight
- Major Gunns
- Missy Hyatt

### Soprannomi
- "The Perfect Storm"
- "Tiger"

## Titoli e riconoscimenti
- Canadian Rocky Mountain Wrestling

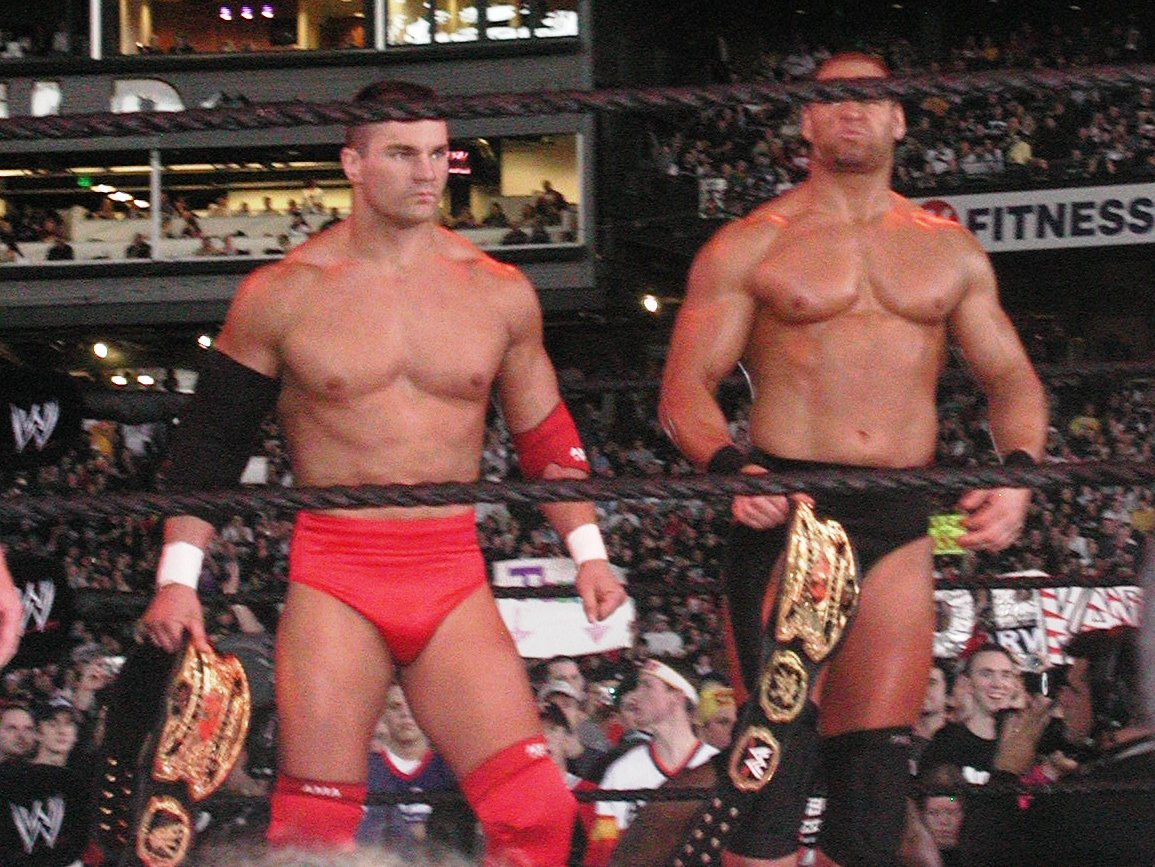
Lance Storm e Chief Morley (destra) come World Tag Team Champions

  - CRMW Commonwealth Mid-Heavyweight Championship (5)
  - CRMW North American Championship (1)
  - CRMW North American Tag Team Championship (2) – con Chris Jericho
- Catch Wrestling Association
  - CWA Catch Junior Heavyweight Championship (2)
- Extreme Championship Wrestling
  - ECW World Tag Team Championship (3) – con Chris Candido (1) e Justin Credible (2)
- Pro Wrestling Illustrated
  - 13º nella classifica dei 500 migliori wrestler su PWI 500 (2001)
  - 322º nella classifica dei 500 migliori wrestler su PWI 500 (2003)
- Smoky Mountain Wrestling
  - SMW Beat the Champ Television Championship (1)
- Wrestle Association "R"
  - WAR International Junior Heavyweight Tag Team Championship (2) – con Yuji Yasuraoka
  - WAR World Six-Man Tag Team Championship (1) – con Kouki Kitahara e Nobutaka Araya
- World Championship Wrestling
  - WCW Cruiserweight Championship (1)
  - WCW Hardcore Championship (1)
  - WCW United States Heavyweight Championship (3)
  - WCW United States Championship Tournament (2000)
- World Wrestling Federation/Entertainment
  - World Tag Team Championship1 (4) – con Chief Morley (1), Christian (1) e William Regal (2)
  - WWF Intercontinental Championship (1)
- Wrestling Observer Newsletter
  - Most Underrated (2001)

1 Durante il regno con Christian, il titolo era noto come WWE Tag Team Championship (da non confondere con l'altra omonima versione).